# Лю Мэнтао
Лю Мэнтао (кит. 刘梦涛; род. 23 ноября 2001 года, Ханьдань, Китай) — китайский спортсмен-паралимпиец, соревнующийся в биатлоне и лыжных гонках. Чемпион зимних Паралимпийских игр 2022 года в Пекине.

## Биография
На зимних Паралимпийских играх 2022 в Пекине 5 марта Лю Мэнтао с результатом 19:33:3 завоевал бронзовую медаль в биатлоне в спринте на 6 км среди спортсменов, соревнующихся сидя, уступив соотечественнику Лю Цзысюю и украинцу Тарасу Радю. 8 марта с результатом 30:37.7 завоевал «золото» на биатлонной дистанции 10 км. 11 марта победил также на дистанции 12,5 км.